# 陸の人魚
『陸の人魚』（りくのにんぎょ）は、菊池寛原作、1926年（大正15年）公開の日活製作・配給による日本の長篇劇映画である。
初夏の軽井沢を背景に北川という快活なスポーツ青年と富豪の娘敏子（砂田駒子）と貧しき麗子（梅村蓉子）の三人の恋の葛藤をハリウッド仕込みの都会的な洗練されたタッチで描いたドラマ。キネマ旬報大正15年度日本映画ベスト・テン第3位入選。

## キャスト
- 梅村蓉子
- 谷幹一
- 砂田駒子
- 辻峰子
- 山内光

## スタッフ
- 監督：阿部ジャック
- 原作：菊池寛
- 脚本：畑本秋一